# Treccani Filosofia
Treccani Filosofia  è un'enciclopedia tematica, in forma di dizionario, edita dall'Istituto dell'Enciclopedia Italiana, dedicata allo sviluppo del pensiero filosofico, dall'antichità fino al XXI secolo, sia in ambito occidentale che orientale.
L'edizione dell'opera è diretta da Giuseppe Bedeschi.

## Contenuti
Presentata nel 2010, Treccani Filosofia si compone di 2 volumi in cui sono raccolti circa 3000 lemmi illustrati. 
L'impostazione è enciclopedico-lessicografica, con una componente biografica sui pensatori rilevanti nella storia della filosofia a cui si affiancano i lemmi specifici dedicati a temi e concetti filosofici, a movimenti e scuole di pensiero. 